# Selsin
Selsin (engl. selsyn, akronim od self-synchronizing) je sustav za daljinski sinkroni prijenos kutnoga zakreta, razlike kutnih zakreta (diferencijski selsin) ili električnog signala razmjernoga kutnomu zakretu (indikatorski ili transformatorski selsin). Selsin se u načelu sastoji od dvaju identičnih izmjeničnih električnih strojeva malih izmjera: predajnoga i prijamnoga. Tako su na primjer kod daljinskoga prijenosa kutnoga zakreta predajni i prijamni strojevi jednaki, rotori (armature) napajaju im se iz iste izmjenične mreže, a statori su međusobno spojeni s 3 električna voda. Zakrene li se rotor predajnoga stroja za neki kut α prema statoru prijamnoga stroja, poteče električna struja, pa rezultirajući zakretni moment zakreće rotor na prijamnoj strani sve dok ga ne zakrene za jednaki kut α. Kutna pogreška može biti samo nekoliko kutnih minuta. Prvi selsini bili su razvijeni tijekom Drugog svjetskog rata, tvorili su dio servomehanizma za upravljanje topovskim kupolama i gradili su se za snage od nekoliko vata do nekoliko desetaka vata.